# Belagerung von Montpellier
Saint-Jean-d’Angély – Montauban – La Rochelle (1621/22) – Royan – Saint-Antonin – Montpellier – La Rochelle (1627–1628)
Die Belagerung von Montpellier war Teil des von Louis XIII durchgeführten Feldzuges zur Niederwerfung der Hugenotten-Rebellion.

## Hintergrund
Louis XIII. hatte nach der Regentschaft seiner Mutter Maria de’ Medici 1617 die Herrschaft über sein Königreich übernommen. In dieser Zeit hatten mehrere protestantischen Regionen Frankreichs, angeführt von Henri II. de Rohan, den Herrschaftsanspruch des Königs zurückgewiesen, sodass dieser sich ab 1619 gezwungen sah, sich mit militärischer Gewalt durchzusetzen.
Nach der vergeblichen Belagerung von Montauban im Jahre zuvor änderte Louis XIII. seine Taktik und begann zunächst die weniger stark befestigten Hugenottenstädte anzugreifen und niederzuwerfen. Nach der Befriedung des Poitou und der Saintonge überließ er die Belagerung von La Rochelle seinem Cousin Louis de Bourbon-Soissons und marschierte mit seiner Truppe in Richtung auf das Languedoc. Nach dem Massaker von Nègrepelisse, in dem Ludwig alle männlichen Einwohner hinrichten ließ, und der Belagerung von Saint-Antonin marschierte er auf Montpellier. Die Stadt war eines der Zentren der Rebellion der Hugenotten im 17. Jahrhundert.

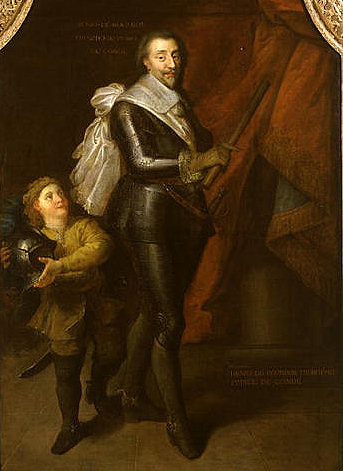
Henri II. de Bourbon, prince de Condé

## Vorgeschichte
Im Februar 1622 reagierte Henri II. de Rohan auf die Bedrohung durch die königlichen Truppen und begann, mögliche strategische Stützpunkte im Norden von Montpellier zu zerstören. Er belagerte das Château de Montlaur und sprengte es nach der Einnahme in die Luft. Das Gleiche passierte den Schlössern in Beaulieu (Hérault), Castries und am 29. März dem Château de Sommières. Gleichzeitig nahm auf der anderen Front Henry de Montmorency, Lunas, und das Fort de Graissessac ein und erschien am 11. Februar vor Bédarieux.
Nach verschiedenen Scharmützeln verließ Montmorency sein Lager und zog vor Frontignan und Villeneuve-lès-Maguelone. Nach der Einnahme der beiden Orte wurden, sozusagen im Vorbeimarsch, noch die protestantischen Dörfer Soumartre et de Faugères erobert. Danach vereinigte er sein Korps mit dem von Gaspard III. de Coligny duc de Châtillon, der ebenfalls erst vor kurzem eingetroffen war. Diese Armee nahm am 7. April Cournonsec ein und marschierte auf Lavérune an der Mosson, in dessen Richtung sich auch die Armee von Rohan bewegte. Es kam allerdings zu keiner Kampfhandlung, da die beiden Armeen auf unterschiedlichen Wegen unterwegs waren. Rohan nahm dann Saint-Georges-d’Orques ein, da die dortige katholische Garnison für Montpellier äußerst lästig war und die Stadt durch Nadelstiche wie die Gefangennahme von Reisenden oder Bauern ständig beunruhigt hatte. Montmorency ging dann nach Villeneuve-lès-Maguelone und der Herzog von Châtillon auf Aigues-Mortes. Unterwegs zerstörte Châtillon die Stiftskirche Notre-Dame de Grâce in Gignac und wendete sich gegen die Bergfestung „Château de Montferrand“ in Saint-Mathieu-de-Tréviers. Nachdem es ihm nicht gelungen war, die Burg einzunehmen, zog er sich zunächst auf die Höhe von Uzès zurück und wendete sich dann nach Aigues-Mortes.
Als Rohan von der Belagerung von Saint-Antonin erfahren hatte, verließ er Millau und marschierte nach Castres, da er herausgefunden hatte, dass sich Louis XIII. mit Montmorency vereinigen wollte, um Montpellier anzugreifen. Er setzte sich mit einer Truppe in Bewegung, um die Besatzung von Montpellier zu verstärken.
Obwohl Henri IV. den Protestanten Montpellier als sicheren Platz überlassen hatte, war an den Befestigungen wenig geschehen. Bis 1620 waren lediglich zwei neue Bastionen errichtet worden. Allerdings hatte der protestantische Ingenieur Pierre de Conty d’Argencour 1621 mit intensiven Fortifikationsarbeiten begonnen. Er ließ die Vorstädte abbrechen und verstärkte die Stadtumwallung, sodass sich die Belagerer einer befestigten Stadt mit 16 Bastionen, verbunden durch Kurtinen, davorliegenden Halbmonden und Gräben gegenübersahen. Rohan ließ in der Stadt einige Edelleute seines Gefolges zurück, so auch seinen persönlichen Lieutenant (zur damaligen Zeit war ein Lieutenant nicht nur ein Dienstgrad, sondern auch eine Dienststellung. Die militärischen Ränge waren bei weitem nicht so klar definiert wie heute) Depuy (Lieutenant particulier), der schon bei der Belagerung von Montauban dabei gewesen war. In der Stadt stellte er die Verteidigungstruppe aus insgesamt vier Regimentern und acht bis zehn selbstständigen Kompanien (sans Mestre de camp – also von einem Offizier des mittleren oder unteren Ranges kommandiert) regulärer Truppe, sowie drei Milizregimentern aus den Bürgern der Stadt auf.
Die königliche Armee bewegte sich unaufhaltsam vorwärts und nahm dabei auf ihrem Weg einige kleinere Ortschaften ein. Der Maréchal de Praslin nahm und zerstörte Bédarieux, Mauguio, und Sommières. Montmorency eroberte Marsillargues am 3. August mit drei Regimentern Infanterie, (verstärkt durch das Régiment de Normandie) sechs Geschützen und einer Feldschlange.
Die Belagerung von Lunel begann am 2. August und obwohl die Besatzung um 830 Mann aus dem Cévenol verstärkt worden war, kapitulierte die Stadt bereits am 7. August vor 3.000 Infanteristen, 300 Reitern und zwei Feldschlangen des Prince de Condé. Nach der Zurücklassung von sechs Kompanien in Lunel unter dem Kommando von Colonel de légion Jean de La Croix, baron de Castries, vereinigten sich die königlichen Truppen am 12. August vor Sommières, das am 17. August angegriffen wurde, an der Spitze das Régiment de Picardie mit seinem Mestre de camp Roger du Plessis-Liancourt.
Am 22. August übergab Gaspard III. de Coligny, duc de Châtillon, das befestigte Aigues-Mortes kampflos Louis XIII., was ihm eine Belohnung von 5.000 Livres und den Marschallstab einbrachte.

## Vorbereitung der Belagerung
Die ersten Truppen unter dem Kommando von Henri II. de Montmorency, Gouverneur des Languedoc, erschienen im Juli 1622 vor der Stadt, in der Hoffnung, diese kampflos einnehmen zu können. In Lavérune sollten Übergabeverhandlungen geführt werden, allerdings waren der Prince de Condé und Bassompierre dagegen und rieten zur Belagerung. Inzwischen hatte Rohan um Verstärkung durch die Montagnards geschickt, außerdem dauerte die Aufstellung der Truppen in den Cevennen an, die zur Hilfe eilen sollten, bevor sich die Hauptarmee des Königs mit der von Montmorency vereinigt hätte.
Durch Vermittlung des Maréchal Lesdiguières (er war zum Katholizismus übergetreten, hatte die Dauphiné unterworfen und dafür den Ordre du Saint-Esprit und das Schwert eines Connétable erhalten) wurde am 22. August zwischen dem hugenottischen Anführer, Henri de Rohan, und Louis XIII. ein Übergabevertrag unterzeichnet. Allerdings lehnten es die Einwohner am folgenden Tag ab, den königlichen Truppen die Tore zu öffnen, da sie Repressionen und Schlimmeres durch die Männer des Prince Henri de Condé befürchteten. Sie stellten dem König demütigende und somit für diesen unannehmbare Bedingungen, unter denen er in die Stadt einziehen dürfe.
Somit blieb in der Region lediglich noch Montpellier als Stützpunkt der Hugenotten übrig, das ab dem 31. August von einer 10.000 Mann starken königlichen Armee belagert wurde.

„...übermüdet und erschöpft von zahlreichen Märschen, Kämpfen und Schanzarbeiten“

deren Kommando Condé übernahm, da Louis XIII. der von den Bedingungen der Bürger Montpelliers beleidigt war, das Lesdiguières anlastete und ihn deshalb von seinen Ämtern enthob.

## Schlachtordnung

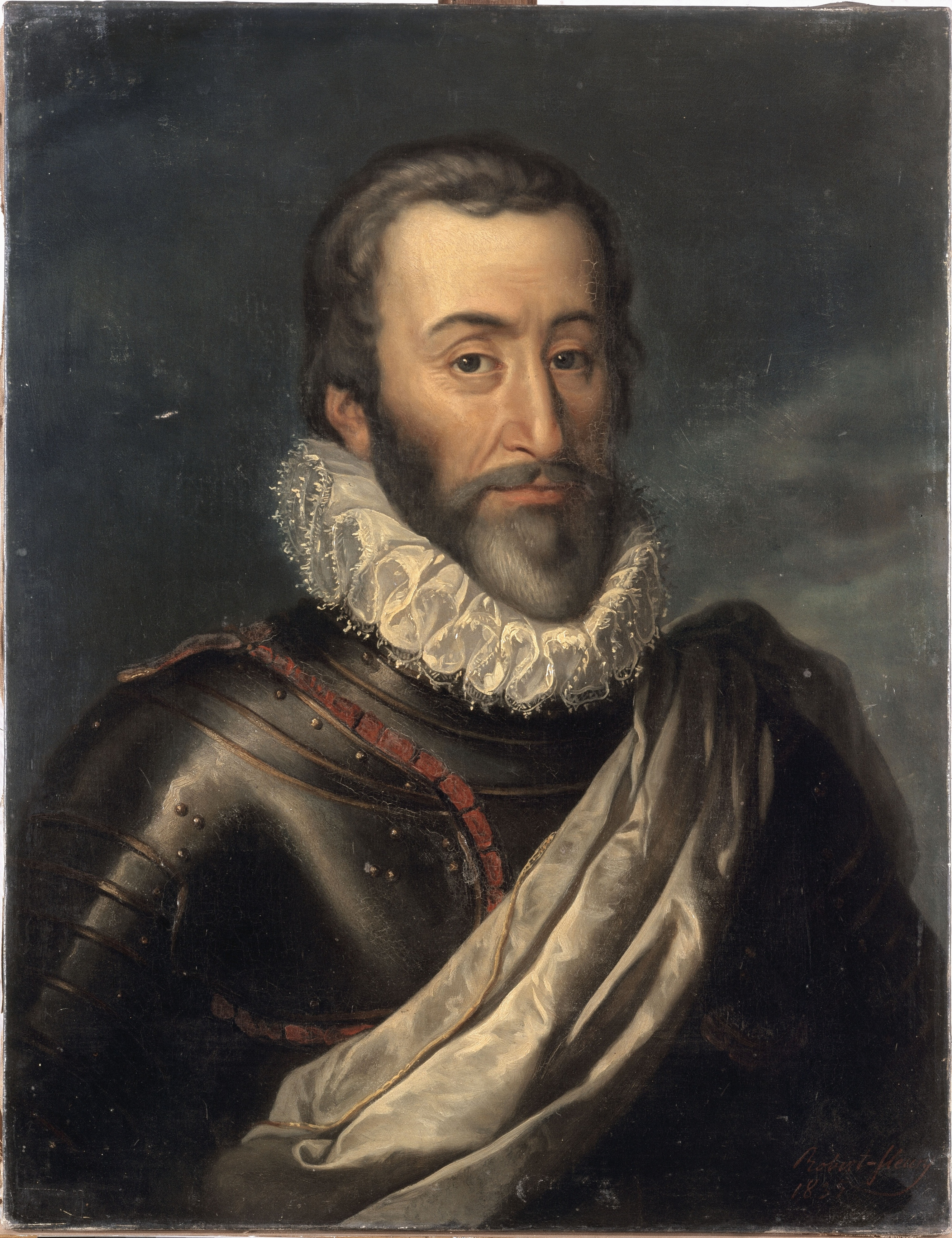
Der Maréchal Lesdiguières handelte den Frieden zwischen dem König und Montpellier aus.

Als am 31. August Montpellier völlig eingeschlossen war, nahm der aus Béziers kommende König sein Hauptquartier in einem Bauernhaus nahe Castelnau-de-Montmiral im Norden von Montpellier, das Étienne Aimeric, dem Kommandanten von Montpellier gehörte. Von hier aus konnte er die Belagerung verfolgen.
Die Belagerungsarbeiten wurden von dem italienischen Ingenieur Joseph Gamorini beaufsichtigt, der schnellstens einen Annäherungsgraben bei der linken Kolonne gegen die vermeintlich schwächste Stelle der Befestigung richten ließ; die Blancarie, zwischen dem Tour des Carmes (Karmelitertum) und dem Tour de Saint-Gély.
Der Angriff erfolgte in zwei Kolonnen:
- Linke Kolonne: nahe dem Hauptquartier des Königs, wurde vom Maréchal de Praslin in der Eigenschaft als Lieutenant général befehligt. François de Bassompierre und Jacques d’Estampes de Valençay waren die Maréchaux de camp denen die Regimenter Gardes françaises, Gardes suisses, de Navarre, de Piémont, de Normandie, d'Estissac und de Saint-Chamont unterstanden.

- Die rechte Kolonne wurde vom Prince de Condé als Lieutenant général kommandiert, unterstützt wurde er vom Maréchal de camp Jean Zamet (wurde am 5. September von einer Kanonenkugel verwundet und ist am 8. September daran verstorben) und Louis de Marillac, mit den Regimentern „de Normandie“, „de Nérestang“, vier Regimenter aus dem Languedoc von Henri de Montmorency: „de Vendôme“, „de Fabrègues“, „de La Roquette“ und „de Saint-Brez“, sowie ein weiteres, das Condé ursprünglich in Berry zurückgelassen hatte.

Die Belagerungsarmee bestand insgesamt aus den folgenden Regimentern
die Liste ist möglicherweise nicht komplett
- Régiment d’Annevoux
- Régiment de Bressieu
- Régiment de Chappes
- Régiment d'Estissac
- Régiment de Fabrègues
- Régiment des Gardes françaises
- Régiment des Gardes suisses,
- Régiment d'Hocquincourt
- Régiment de La Baume d'Hostun
- Régiment de La Douze
- Régiment de La Grange
- Régiment de La Roquette
- Régiment de Lauzun
- Régiment de Montespan
- Régiment de Montmorency
- Régiment de Navarre
- Régiment de Normandie
- Régiment de Piémont
- Régiment de Picardie
- Régiment de Puyserguier
- Régiment de Ragny
- Régiment de Saint-Brez
- Régiment de Saint-Bris
- Régiment de Saint-Chamont
- Régiment de Sainte-Croix
- Régiment de Sault
- Régiment de Soyecourt
- Régiment de Toulouse
- Régiment de Tournon
- Régiment de Vendôme

Die Verteidiger unter dem Kommandanten Étienne d'Americ und dem Gouverneur Baron de Calonges hatten zur Verfügung:
- 1 Régiment zu 4 Kompanien
- 3 Regimenter zu je 5 Kompanien
- 8 bis 10 Kompanien ohne Mestre de camp
- 3 Regimenter aus den Einwohnern der Stadt gebildet.[3]

## Die Belagerung
Die Belagerungsoperationen wurden an den Stellen angesetzt, an denen die Verteidigungsanlagen noch unvollendet waren und so die schwächsten Punkte darstellten. Trotzdem war die Angelegenheit für die königlichen Truppen mit großen Schwierigkeiten verbunden. Montpellier hatte über einen längeren Zeitraum Gelegenheit gehabt, sich über die Absichten von Louis XIII. im klaren zu werden und war deshalb gut vorbereitet. Die mittelalterliche Stadtmauer konnte der modernen Artillerie nicht standhalten, man hatte daher die Vorstädte niedergelegt und einen starken Befestigungsring gebaut. Bei der Ankunft der Belagerungsarmee waren die Arbeiten weitestgehend abgeschlossen.
Am 1. September wurden die Redouten im Osten am Ufer des Lez von den Regimentern „de Normandie“, „de Navarre“, „de Piémont“, „d'Estissac“, „de La Roquette“, „de Fabrègues“ und „de Saint-Brez“ angegriffen und eingenommen. Die eroberten Werke blieben von den beiden letzteren Regimentern unter dem Kommando von Jacques d'Estampes de Valençay besetzt.
Diese, äußerst wichtige, strategische Position stellte eine Bedrohung für die Stadt dar, weswegen am 3. September 400 Mann Infanterie unter dem Kommando von Pierre de Conty d'Argencour und Kavallerie unter Baron de Calonges einen Ausfall machten, um die Redouten zurückzugewinnen. Die sich dort befindlichen Regimenter „de Saint-Brez“ und „de Fabrègues“ bestanden zu diesem Zeitpunkt zusammen nur noch aus 500 abgekämpften Männern, die zudem noch von Montmorency nicht unterstützt wurden oder werden konnten.
Montmorency, von einer Pike und einer Hellebarde verwundet, zog sich auf den Rat von Pierre de Conty d' Argencourt zurück, um:

„...nicht das Leben eines so großen und edlen Herrn zu verlieren“

Die katholische Partei erlitt schwere Verluste, 200 Gefallene waren zu beklagen, darunter:
Léonor d'Orléans-Longueville, duc de Fronsac
Charles d'Houdetot (Lieutenant der Chevaulegers des prince de Condé)
Jacques II d'Harcourt, marquis de Beuvron
Gilbert de Beaufort-Montboissier vicomte de la Motte-Canillac
Jean-Paul de Lussan (Capitaine der Gardes Ecossaises)
Antoine de Grimoard, seigneur de Combalet. Neffe von Charles d’Albert, duc de Luynes, verheiratet mit einer Nichte von Cardinal Richelieu
Gleichzeitig erfolgte ein Ausfall im Westen gegen die Gräben des Regiments „de Picardie“. Der Marechal de camp Jean Zamet wurde dabei von einer Kugel aus einer Feldschlange so schwer verwundet, dass er einige Tage später verstarb. Der Festungsingenieur Joseph Gamorini wurde von einer Musketenkugel in den Kopf getroffen und getötet – ihn ersetzte Ingenieur Morrières. Die Belagerten konnten einen großen Erfolg verbuchen und errichteten auf dem Hügel Saint-Denis unverzüglich ein großes Vorwerk, das sie, ohne angegriffen zu werden, bis zum Ende der Belagerung besetzt hielten.
Die Situation begann sich für die Belagerer zu verschlechtern, insbesondere da der König die Ankunft einer Entsatzarmee unter Rohan befürchtete. Er ließ den Weg nach Anduze von katholischen Bauern überwachen, mit der Bitte, bei einem Auftauchen der Hugenottenarmee auf den Höhen große Feuer anzuzünden und ihn so zu warnen. Als Abwehrtruppe sammelte Louis XIII. in Montferrier 1.500 kampferprobte Soldaten aus dem Regiment „Gardes françaises“ und aus den Regimentern des „Alten Corps“ und stellte damit fünf Bataillone zusammen. Auf dem Weg nach Vaucières stieß der Maréchal de Saint-Géran mit der Gendarmerie de France, fünf Kompanien Chevaulegers, dem Régiment „de Normandie“ und drei Regimentern aus dem Languedoc dazu. Das Régiment „de Saint-Chamond“ bewachte Pont-Juvénal (heute ein Stadtteil von Montpellier) und die „Gardes suisses“ die Brücke von Castelnau. Es wurden ebenfalls Brigaden gebildet, die Tag und Nacht in der Gegend und auch um das Lager patrouillierten. Diese Brigaden standen unter dem Kommando von Montmorency, Claude de Lorraine, Elbeuf, Bassompierre, François V. de La Rochefoucauld, d'Oraison und Guillaume Pot de Rhodes.
Am 15. September eröffnete eine Batterie von 12 Geschützen das Feuer auf den Ravelin d'Argencourt, der gut geschützt war, über eine Gegenminenanlage, Palisaden, mit Balken eingedeckten Schutzräumen und Schießscharten verfügte. Am 2. Oktober griffen die Regimenter „de Navarre“ und „d'Estissac“ mit etwa 5.000 Mann erfolglos an und verloren dabei eine große Anzahl an Offizieren, sowie insgesamt 300 bis 400 Gefallene

„Es gab so viele verletzte Soldaten, daß die Feldhospitäler nahezu nicht ausreichten. Dieser Tag war genauso unglücklich verlaufen wie der, an dem der Feind die Höhe von Saint-Denis zurückerobert hat. Eine große Zahl unserer Gabionen war verbrannt und viel von unseren Gräben eingeebnet.“

Der Ingénieur Morrières reparierte die Schäden und Henri de Schomberg, Grand maître de l’artillerie de France, stellte weitere 36 Kanonen auf, um die Stadt:

„....in Trümmer zu schiessen“

Trotzdem hatte sich diese Belagerung, die Louis XIII. schnell beenden wollte, bereits seit sieben Wochen hingezogen, ein Erfolg zeichnete sich für ihn nicht ab. Im Lager brachen jetzt auch Krankheiten aus und die Lebensmittel wurden knapp. Dazu kamen die nicht mehr zu vertretenden Personalverluste (das Regiment „de Berry“ war von 1.500 auf 600 Mann zusammengeschrumpft.)
Der Connétable de Lesdiguières erschien am 17. Oktober mit einer Verstärkung von sechs Regimentern „de Tournon“, „de Sault“, „de Trémond“, „de Calard“, „de Labaume“ und „de Montchamp“ im Feldlager vor Montpellier.
Der König sah sich jetzt wieder an der Spitze einer Armee von 20.000 Mann, mit der er es hätte wagen können, die Stadt weiterhin anzugreifen, trotz der, für den 8. Oktober erwarteten, Ankunft von Rohans 4.000 Mann starken Entsatzarmee. Allerdings sah er inzwischen ein, dass ein Fortgang der Belagerung aus Gründen der Versorgung der Truppe nicht mehr lange würde aufrechterhalten werden können und war deshalb bereit zu Verhandlungen.

## Ende der Belagerung und Auswirkungen
Sowohl Louis XIII. als auch Rohan waren inzwischen zu der Meinung gekommen, dass genug französisches Blut vergossen worden war. Lesdiguières bemühte sich um einen Waffenstillstand zwischen dem König und Rohan, der am 10. Oktober auf der Bildfläche erschienen war. Montpellier würde Pardon gewährt, wenn die Bürger (symbolisch vertreten durch die Verhandlungsführer) niederknieen und den König um Verzeihung bäten, dass sie Waffen gegen ihn erhoben hatten, außerdem mussten sie eine Geldbuße bezahlen. Das wurde von Montpellier so akzeptiert, woraufhin der König Pardon gewährte, was zur Unterschrift unter das Edikt von Montpellier führte. Allerdings mussten die Hugenotten die Schleifung der Befestigungen von Montpellier, Nîmes und dem Uzès hinnehmen.
Abschließend zog Louis XIII. barhäuptig und ohne Waffen in die Stadt ein.
Die königlichen Truppen drangen trotz des Versprechens des Königs in die Stadt ein und besetzten sie. Bald darauf begannen die Entfestigungsarbeiten. Zur Kontrolle über die Stadt wurde zwei Jahre später mit dem Bau der Zitadelle von Montpellier begonnen.